# The Winter of Our Monetized Content
The Winter of Our Monetized Content, titulado El Invierno de Nuestro Contenido Monetizado en Hispanoamérica y El Invierno de nuestro Monetizado Contenido en España, es el primer episodio de la trigesimoprimera temporada de la serie animada Los Simpson, y el episodio 663 de la serie en general. Se estrenó el 29 de septiembre de 2019 en Estados Unidos, el 30 de agosto de 2020 en Hispanoamérica y el 7 de junio de 2021 en abierto en España.

## Argumento
En la planta de energía nuclear de Springfield, Homer, Lenny y Carl están viendo el programa de comentarios deportivos de Anger Watkins cuando les pregunta quién es mejor, LeBron James, Kobe Bryant o Michael Jordan. Cuando Homer llama al programa y dice John Stockton, Watkins insulta a Homer. Enojado, Homer sigue el consejo de Marge y comienza su propio programa de deportes en Internet.
Bart interrumpe la grabación del programa de Homer, lo que hace que los dos comiencen a pelear. Su video se vuelve viral en Internet y un hipster llamado Warburton Parker les dice que les enseñará cómo hacer mejores videos y hacerse ricos: monetizar. Su próxima pelea en video, patrocinada por Buzz Cola, obtiene más de 25 millones de visitas.
Hacer videos acerca a Homer y Bart. Sin embargo, cuando se filma abrazándose, su popularidad desaparece. Parker intenta organizar un regreso donde Bart y Homer lucharían hasta la muerte, pero se niegan en el último minuto, poniendo fin a su fama en Internet.
En la Escuela primaria de Springfield, Lisa inadvertidamente comienza una pelea de comida y se le da una semana de detención. Debido a los recortes presupuestarios, Lindsey Naegle ha privatizado la detención, fomentando el castigo por infracciones menores y poniendo a los niños a trabajar haciendo placas novedosas. Lisa organiza una huelga, cerrando la operación. Naegle luego contrata a trabajadores empobrecidos para reemplazarlos: los maestros.

## Recepción
Dennis Perkins de The A.V. Club le dio al episodio una B–, y dijo: "Bueno, aquí tienes, Homer. 'The Winter of Our Monetized Content' tiene algunas cosas a su favor desde el principio de la temporada 31. Título inteligente, en cuanto al título de Los Simpson Los gags van. Y John Mulaney es una buena opción para la primera estrella invitada de la temporada. Además de tener las habilidades de actuación de voz de sobra en este momento, su standup se basa en una especificidad de estilo vocal que lo convierte en un personaje memorable de una sola vez en el hipster de tecnología millonario con gafas (¿multimillonario?), el hábilmente llamado Warburton Parker. El episodio en sí es estándar de los Simpson de mitad de temporada, libre del invariablemente olvidable "¡Míranos!" trama de acrobacias de muchos de los estrenos recientes de temporadas de Los Simpson".
Tony Sokol de Den of Geek calificó este episodio 3 de 5 estrellas.